# Funkmesswagen (Eisenbahn)

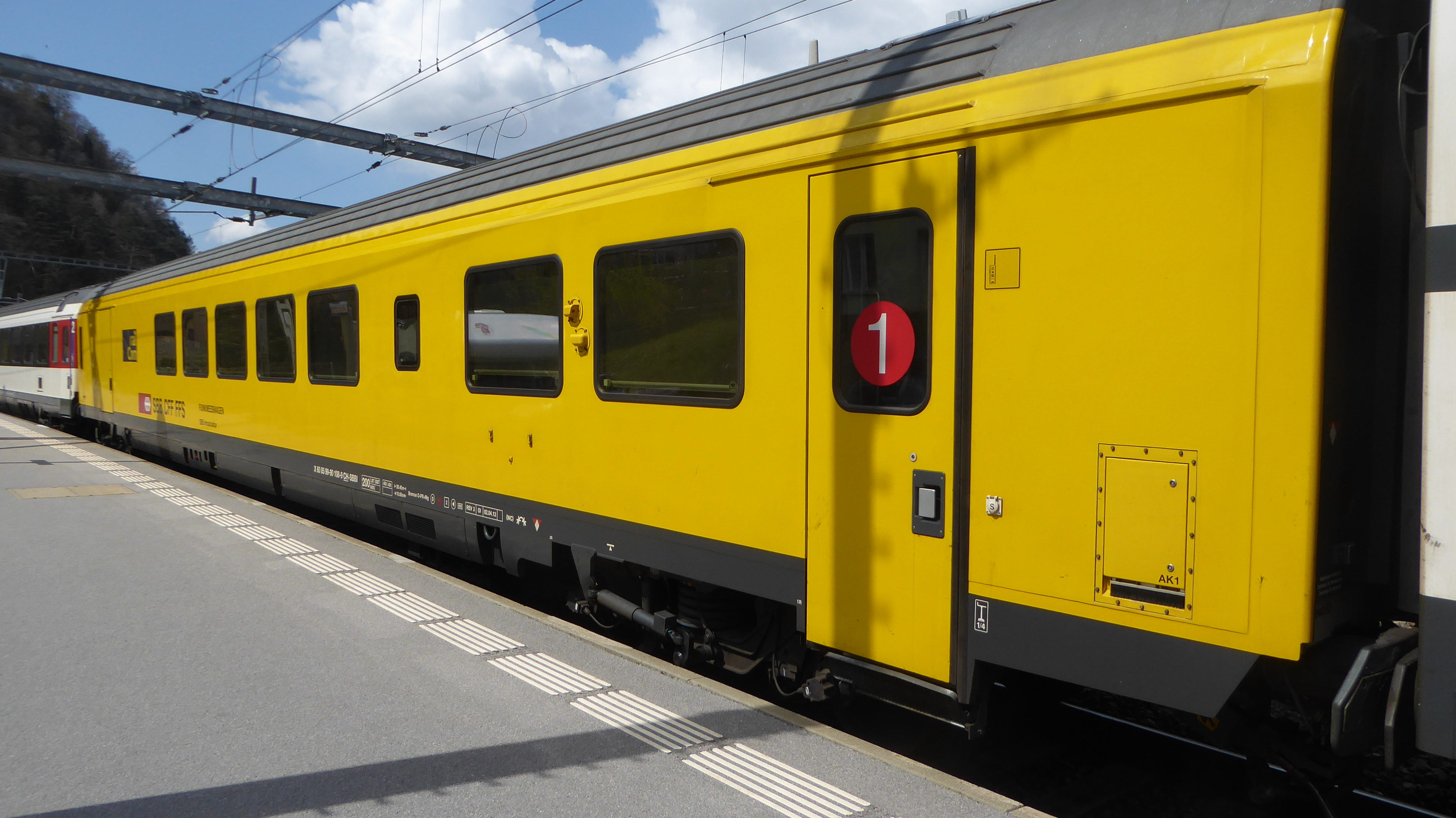
Funkmesswagen X 60 85 99-90 108 der SBB

Ein Funkmesswagen ist ein Bahndienstfahrzeug, mit dem an Eisenbahnstrecken geeignete Sender-Standorte bestimmt werden.
Um die Funkversorgung einer Bahnstrecke sicherzustellen, sind mobile Messstationen zur Bestimmung geeigneter Funkstandorte notwendig. Nach dem Bau sind regelmäßig Kontrollmessungen nötig. Zudem müssen Störungen lokalisiert werden.

## Funkmesswagen der SBB

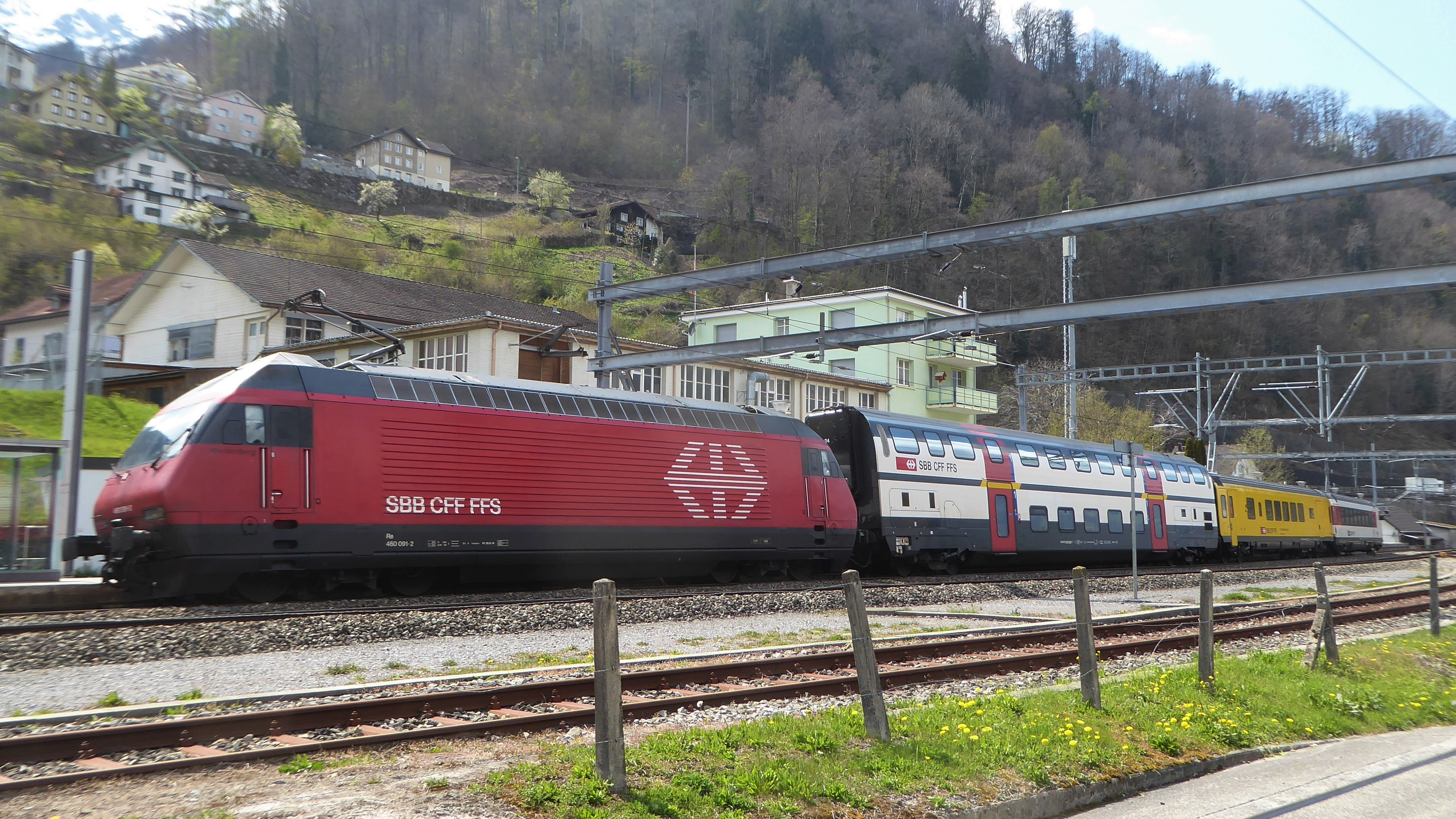
Seit Juli 2019 finden auf der Walenseelinie im Auftrag von SBB und Swisscom Funkmessfahrten statt. Das auf 2G-Technologie basierende GSM-R soll durch 4G- und 4G/5G-Technologie ersetzt werden. Pendelzug in Mühlehorn mit Funkmesswagen X 60 85 99-90 108 im April 2021.

Die Schweizerischen Bundesbahnen (SBB) richteten 1986 behelfsmäßig einen Funkmesswagen her. Zehn Jahre später wurde der baufällige provisorische Wagen durch den Messwagen X 60 85 99-73 109 ersetzt, der aus dem Umbau eines RIC-Seitengangwagen Bm 51, Baujahr 1967, entstand. In seinem Innern befindet sich ein WC, eine Küche, ein Abteil mit umstellbarer Sitz/Liege-Pritsche, ein Auswerteraum, ein Messraum, ein Besprechungsraum, ein Materialraum mit Werkbank und Materialgestellen sowie ein Notstromaggregat.
Auf dem MeWa12 ist seit 2015 ein Inertialmesssystem integriert.
Der Funkmesswagen X 60 85 99-90 108 entstand 2013 aus dem B 50 85 21-43 199, der bereits ab 1992 bei der SBB-Messtechnik im Einsatz war.